# آرتم سیمونیان (بازیکن فوتبال)
آرتم ورویری سیمونیان (ارمنی: Արտյոմ Վրույրի Սիմոնյան؛ زادهٔ ۲۰ فوریهٔ ۱۹۹۵ در سن پترزبورگ) یک بازیکن فوتبال در پست هافبک اهل ارمنستان است.

## باشگاهی
از باشگاه‌هایی که در آن بازی کرده‌است می‌توان به باشگاه فوتبال زنیت سن پترزبورگ، زوریخ، باشگاه فوتبال آلاشکرت، باشگاه فوتبال آرارات ایروان، باشگاه فوتبال پیونیک و نوآاشاره کرد.

## تیم ملی
وی همچنین در زیر ۱۷ سال ارمنستان، زیر ۱۹ سال ارمنستان، زیر ۲۱ سال ارمنستان و تیم ملی فوتبال ارمنستان بازی کرده‌است. نخستین بازی ملی خود را که یک بازی دوستانه بود در ۱۴ اکتبر ۲۰۱۴ در ایروان در مقابل فرانسه انجام داده‌است.
تا تاریخ match played 1۸ نوامبر ۲۰۱۹
| تیم ملی                 | سال    | حضورها | گل‌ها |
| ----------------------- | ------ | ------ | ---- |
| تیم ملی فوتبال ارمنستان | ۲۰۱۴   | ۱      | ۰    |
| تیم ملی فوتبال ارمنستان | ۲۰۱۵   | ۲      | ۰    |
| تیم ملی فوتبال ارمنستان | ۲۰۱۶   | ۰      | ۰    |
| تیم ملی فوتبال ارمنستان | ۲۰۱۷   | ۳      | ۰    |
| تیم ملی فوتبال ارمنستان | ۲۰۱۸   | ۳      | ۰    |
| تیم ملی فوتبال ارمنستان | ۲۰۱۹   | ۱      | ۰    |
| مجموعا                  | مجموعا | ۱۰     | ۰    |